# Список самых результативных немецких подводных лодок в мировых войнах

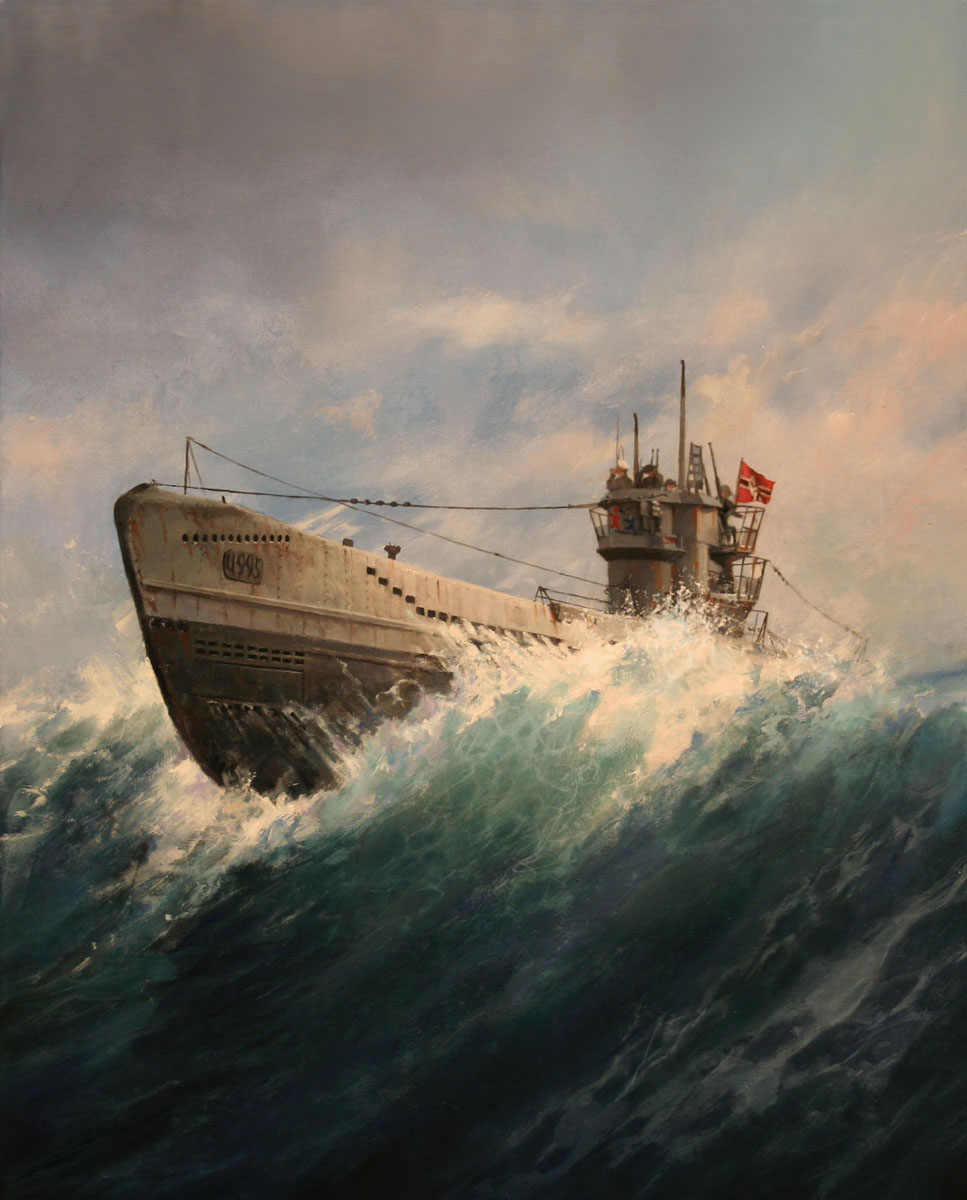
«U-boat», картина Аугусто Ферреры-Далмау, 2012 год

Список самых результативных подводных лодок Германии содержит перечисление самых успешных немецких подводных лодок в двух мировых войнах по общему потопленному тоннажу транспортных судов. Из-за специфики ведения войны на море против торгового судоходства Великобритании и морских доктрин, предполагающих широкое применение подводных лодок в качестве асимметричного ответа именно подводные лодки Германии достигли наивысших результатов в истории. Очень часто эти военные достижения сопровождались жертвами среди экипажей транспортных судов, особенно во Второй мировой войне. 

## Первая Мировая Война
В ходе Первой мировой войны на море 30 немецких подводных лодок достоверно превзошли планку в 100 000 брт потопленного тоннажа.
Список 5 самых успешных немецких подводных лодок во время Первой мировой войны по общему тоннажу. Включены только затонувшие коммерческие суда, а не военные корабли.
| Лодка   | Тип      | Ввод в эксплуатацию | Общий потопленный тоннаж | Потоплено судов | Патрули | Судьба                             | Командиры                                                                          |
| ------- | -------- | ------------------- | ------------------------ | --------------- | ------- | ---------------------------------- | ---------------------------------------------------------------------------------- |
| SM U-35 | Тип U 31 | 3 ноября 1914 г.    | 505 119                  | 220             | 17      | Сдался, 26 ноября 1918 г.          | Вальдемар Копхамель Лотар фон Арно де ла Перьер Эрнст фон Фойгт Хейно фон Хеймбург |
| SM U-39 | Тип U 31 | 13 января 1915 г.   | 404 961                  | 151             | 19      | Сдалась 22 марта 1919 г.           | Ганс Кратч Вальтер Форстманн Генрих Мецгер                                         |
| SM U-38 | Тип U 31 | 15 декабря 1914 г.  | 288 059                  | 135             | 17      | Сдалась 23 февраля 1919 г.         | Макс Валентинер Вильгельм Канарис Ганс Генрих Вурмбах Клеменс Викель               |
| SM U-34 | Тип U 31 | 5 октября 1914 г.   | 257 652                  | 119             | 17      | Пропала без вести 9 ноября 1918 г. | Клаус Рюкер Вильгельм Канарис Йоханнес Клазинг                                     |
| SM U-53 | Тип U 51 | 22 апреля 1916 г.   | 224 314                  | 87              | 13      | Сдалась 1 декабря 1918 г.          | Ганс Розе Отто фон Шрадер                                                          |

## Вторая Мировая Война
Список содержит 10 самых успешных немецких подводных лодок во время Второй мировой войны на море по общему тоннажу. Включены как коммерческие суда, так и военные корабли, но не включены повреждённые и не затонувшие цели.
| Лодка | Тип  | Ввод в эксплуатацию | Общий потопленный тоннаж | Потоплено судов | Боевых походов | Судьба | Командиры                                                                   |
| ----- | ---- | ------------------- | ------------------------ | --------------- | -------------- | --- | --------------------------------------------------------------------------- |
| U-48  | VIIB | 22 апреля 1939 г.   | 300 537                  | 51              | 12             | Затоплена 3 мая 1945 года в ходе операции «Регенбоген»                                                                | Герберт Шульце Ганс-Рудольф Рёзинг Генрих Блайхродт                         |
| U-99  | VIIB | 18 апреля 1940 г.   | 244 658                  | 38              | 8              | Потоплена 17 марта 1941 г.                                                                                            | Отто Кречмер                                                                |
| U-103 | IXB  | 18 апреля 1940 г.   | 237 596                  | 45              | 11             | Списана в марте 1944 года. Потоплена бомбами в Киле 15 апреля 1945 года.                                              | Виктор Шютце Вернер Винтер                                                  |
| U-124 | IXB  | 11 июня 1940 г.     | 225 637                  | 48              | 11             | Потоплена со всем экипажем 2 апреля 1943 г.                                                                           | Георг-Вильгельм Шульц Иоганн Мор                                            |
| U-123 | IXB  | 30 мая 1940 г.      | 222 705                  | 44              | 12             | Списан 17 июня 1944 г. Затоплен в порту 19 августа 1944 г. Спущен с мели и принят на французскую службу как Блейсон . | Карл-Гейнц Мёле Рейнхард Хардеген Хорст фон Шрётер                          |
| U-107 | IXB  | 8 октября 1940 г.   | 217 786                  | 39              | 13             | Потоплена со всем экипажем 18 августа 1944 года                                                                       | Гюнтер Хесслер Харальд Гельхаус Фолькер Зиммермахер Карл-Хайнц Фриц         |
| U-37  | IXA  | 4 августа 1938 г.   | 202 467                  | 55              | 11             | Затоплена 8 мая 1945 года в ходе операции «Регенбоген»                                                                | Генрих Шух Вернер Хартманн Виктор Эрн Асмус Николай Клаузен Ульрих Фолькерс |
| U-66  | IXC  | 20 марта 1940 г.    | 200 021                  | 33              | 9              | Потоплена 6 мая 1944 года                                                                                             | Рихард Запп Фридрих Маркворт Пауль Фреркс Герхард Зеехаузен                 |
| U-68  | IXC  | 11 февраля 1941 г.  | 197 998                  | 33              | 10             | Потоплена 10 апреля 1944 года                                                                                         | Карл-Фридрих Мертен Альберт Лауземис Эккехард Шерраус Герхард Зеехаузен     |
| U-47  | VIIB | 17 декабря 1938 г.  | 191 919                  | 31              | 10             | Пропала без вести после 7 марта 1941 года                                                                             | Гюнтер Прин                                                                 |